# Rhinorhipidae
Rhinorhipidae je čeleď australských brouků v nadčeledi Elateroidea.

## Popis
Brouci jsou dlouzí 5–7 mm.

## Rozšíření
Rhinorhipus tamborinensis se nachází v lokalitě kolem hory Mt. Tamborine, v jihovýchodní části státu Queensland (Austrálie) а též na území národních parků Joalah National Park a Lamington National Park.

## Taxonomie
- Rod Rhinorhipus Lawrence, 1988
  - Rhinorhipus tamborinensis Lawrence, 1988.